# Daniil Šantalij
Daniil Igorevič Šantalij (in russo Даниил Игоревич Шанталий?; 24 maggio 2004) è un calciatore russo, centrocampista del Rostov.

## Carriera
Cresciuto nel settore giovanile del Krasnodar, passa a quello del Rostov nel 2020 e debutta in prima squadra il 2 aprile del 2024, in Coppa di Russia contro il Chimki. L'esordio in campionato avviene il 14 settembre 2024, in occasione dell'incontro di Prem'er-Liga contro il Krasnodar perso per 2-0.

## Statistiche

### Presenze e reti nei club
Statistiche aggiornate al 31 marzo 2025.
| Stagione        | Squadra         | Campionato      | Campionato | Campionato | Coppe nazionali | Coppe nazionali | Coppe nazionali | Coppe continentali | Coppe continentali | Coppe continentali | Altre coppe | Altre coppe | Altre coppe | Totale | Totale |
| Stagione        | Squadra         | Comp            | Pres       | Reti       | Comp            | Pres            | Reti            | Comp               | Pres               | Reti               | Comp        | Pres        | Reti        | Pres   | Reti   |
| --------------- | --------------- | --------------- | ---------- | ---------- | --------------- | --------------- | --------------- | ------------------ | ------------------ | ------------------ | ----------- | ----------- | ----------- | ------ | ------ |
| 2024-2025       | Rostov          | PL              | 8          | 0          | CR              | 5               | 0               |                    | -                  | -                  |             | -           | -           | 13     | 0      |
| Totale carriera | Totale carriera | Totale carriera | 8          | 0          |                 | 5               | 0               |                    | -                  | -                  |             | -           | -           | 13     | 0      |